# 冤家成双对
《冤家成双对》（英語：Coupling）是一个英国电视情景喜剧，编剧是史蒂芬·莫法特，英國廣播公司第二台 从2000年5月到2004年6月播出。本剧由哈斯伍德电影公司制作，讲述了六个30多岁的人的约会和性爱冒险与意外，经常是三个男人和三个女人之间讲述同一件事情的经历，但描述却大相径庭。
此剧由莫法特与制片人苏惟周的感情启发，角色的名字他们二人的名字在某种程度上相似。评论把此剧与美国情景喜剧《老友记》和《宋飞传》做比较。
评论反映非常积极，此节目在2003年英国喜剧奖中被授予“最佳电视喜剧”奖。虽然节目的起初收视率并不高，但在第三季最后受欢迎程度迅速攀升，並在英国取得了很棒的收视率。公共电视网和英國廣播公司美國台在2002年晚期於美国播映，也迅速获得了忠诚的粉丝群。此剧在全世界播映。短命的美国和希腊改编版分别短暂地在2003年和2007年制作。